# Parangipettai
Parangipettai (un tempo nota come Porto Novo) è una suddivisione dell'India, classificata come town panchayat, di 20.901 abitanti, situata nel distretto di Cuddalore, nello stato federato del Tamil Nadu. In base al numero di abitanti la città rientra nella classe III (da 20.000 a 49.999 persone)
IV (da 10.000 a 19.999 persone).

## Geografia fisica
La città è situata a 11° 28' 60 N e 79° 46' 0 E al livello del mare.

## Società

### Evoluzione demografica
Al censimento del 2001 la popolazione di Parangipettai assommava a 20.901 persone, delle quali 10.178 maschi e 10.723 femmine. I bambini di età inferiore o uguale ai sei anni assommavano a 2.457, dei quali 1.185 maschi e 1.272 femmine. Infine, coloro che erano in grado di saper almeno leggere e scrivere erano 15.651, dei quali 8.236 maschi e 7.415 femmine.